# Erigeron nabidshonii
Erigeron nabidshonii là một loài thực vật có hoa trong họ Cúc. Loài này được Kamelin mô tả khoa học đầu tiên năm 1974.